# اچ‌ام‌اس نیمبل (۱۸۲۶)
اچ‌ام‌اس نیمبل (۱۸۲۶) (به انگلیسی: HMS Nimble (1826)) یک کشتی بود که طول آن ۸۳ فوت ۷ اینچ (۲۵٫۵ متر) بود. این کشتی در سال ۱۸۲۲ ساخته شد.